# 16252 Франфрост
16252 Франфрост (16252 Franfrost) — астероїд головного поясу, відкритий 29 квітня 2000 року.
Тіссеранів параметр щодо Юпітера — 3,467.